# 273

## Nașteri
- dată necunoscută: Sfânta Barbara  (d. 306)

## Decese
- 14 februarie: Valentin din Terni, episcop martir, canonizat sfânt (n. 175)